# Juli 2011
Portal Geschichte | Portal Biografien | Aktuelle Ereignisse | Jahreskalender | Tagesartikel

◄ |
20. Jahrhundert |
21. Jahrhundert

◄ |
1980er |
1990er |
2000er |
2010er
| 2020er | 2030er | 2040er

◄ |
2007 |
2008 |
2009 |
2010 |
2011
| 2012 | 2013 | 2014 | 2015 | ►

◄ |
April 2011 |
Mai 2011 |
Juni 2011 |
Juli 2011 |
August 2011 |
September 2011 |
Oktober 2011 |
►
Dieser Artikel behandelt tagesbezogene Nachrichten und Ereignisse im Juli 2011.

## Tagesgeschehen

### Freitag, 1. Juli 2011

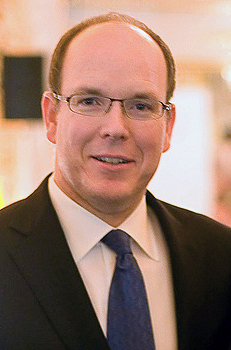
Fürst Albert II. von Monaco (2008)

- Berlin/Deutschland: Nach Abschaffung der Wehrpflicht treten die ersten Freiwilligen ihren Dienst bei der Bundeswehr an.[1]
- La Plata/Argentinien: Beginn der 43. Fußball-Südamerikameisterschaft.[2]
- Monaco/Monaco: Fürst Albert II. heiratet Charlene Wittstock.[3]
- Rabat/Marokko: Bei einem Referendum stimmen 98,5 % der Wähler für eine Verfassungsreform zur Einschränkung der Macht des Königs Mohammed VI. Die Opposition bezweifelt die Richtigkeit des Ergebnisses und kündigt weitere Proteste an.[4]
- Südpolarmeer: Bei der partiellen Sonnenfinsternis wird die Erde in der Nähe von Antarktika vom Halbschatten des Mondes gestreift.[5]
- Warschau/Polen: Polen übernimmt für ein halbes Jahr die EU-Ratspräsidentschaft und teilt sich infolge des Vertrages von Lissabon die EU-Präsidentschaft mit Herman Van Rompuy, der seit dem 1. Dezember 2009 Präsident des Europäischen Rates ist.[6]

### Samstag, 2. Juli 2011

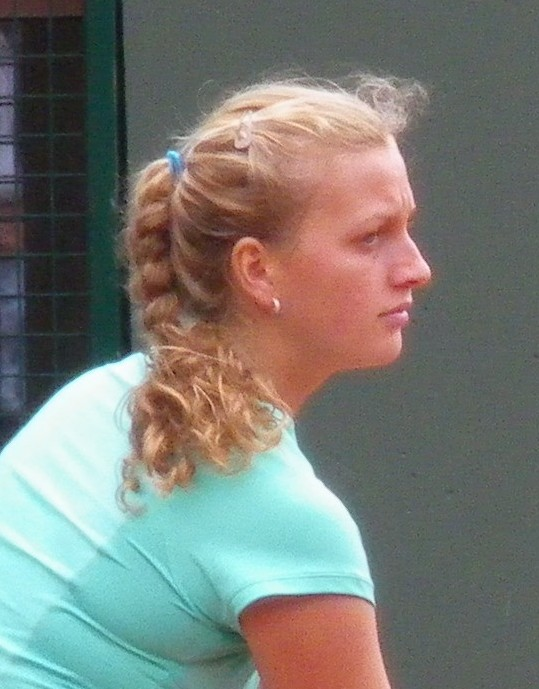
Petra Kvitová

- Berlin/Deutschland: Rainer Woelki wird zum Erzbischof der örtlichen katholischen Diözese ernannt.[7]
- Hamburg/Deutschland: Der ukrainische Box-Profi Wladimir Klitschko, Schwergewichtsweltmeister der großen Verbände International Boxing Federation und World Boxing Organization sowie des kleineren Verbands International Boxing Organization, gewinnt gegen den Briten David Haye einstimmig nach Punkten und beerbt diesen als Weltmeister im Schwergewicht des Verbands World Boxing Association.[8]
- London / Vereinigtes Königreich: Die Tschechin Petra Kvitová gewinnt das Damen-Einzel-Turnier der Wimbledon Championships im Tennis gegen die Russin Marija Scharapowa.[9]

### Sonntag, 3. Juli 2011

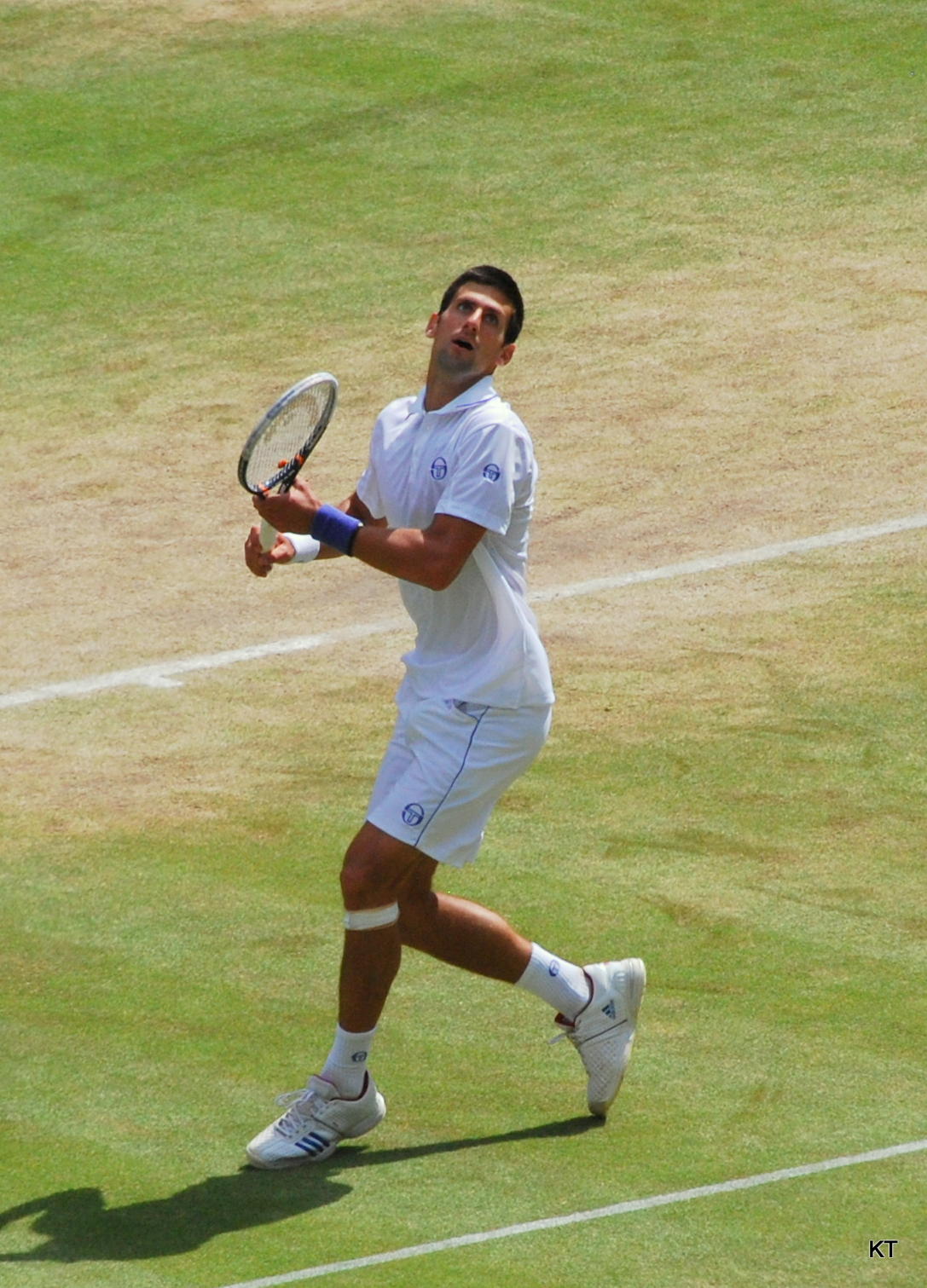
Novak Đoković

- Bangkok/Thailand: Bei der Parlamentswahl erreicht die den „Rothemden“ nahestehende Pheu-Thai-Partei um Yingluck Shinawatra die absolute Mehrheit.[10]
- Łódź/Polen: Im Finale der 33. Basketball-Europameisterschaft der Damen besiegt Russland die Türkei mit 59:42.
- London / Vereinigtes Königreich: Bei den Wimbledon Championships im Tennis siegt im Finale der Herren Novak Đoković gegen Rafael Nadal mit 6:4, 6:1, 1:6 und 6:3.[11]
- St. Pölten/Österreich: Bei der Gemeinderatswahl verteidigt die SPÖ mit 56,76 % die Absolute Mehrheit. Die ÖVP erreicht 25,29 %, die FPÖ 10,71 % und die GRÜNEN 4,88 %.[12]

### Montag, 4. Juli 2011
- Regensburg/Deutschland: Vor dem Landgericht beginnt die Berufungsverhandlung gegen Richard Williamson wegen des Vorwurfs der Volksverhetzung. Der Prozess endet am 11. Juli mit der Verurteilung Williamsons zu einer Geldstrafe von 6500 Euro.[13]
- London / Vereinigtes Königreich: Mit Novak Đoković steht erstmals ein Serbe auf Rang 1 der Tennisweltrangliste der Association of Tennis Professionals (ATP).[14]

### Dienstag, 5. Juli 2011

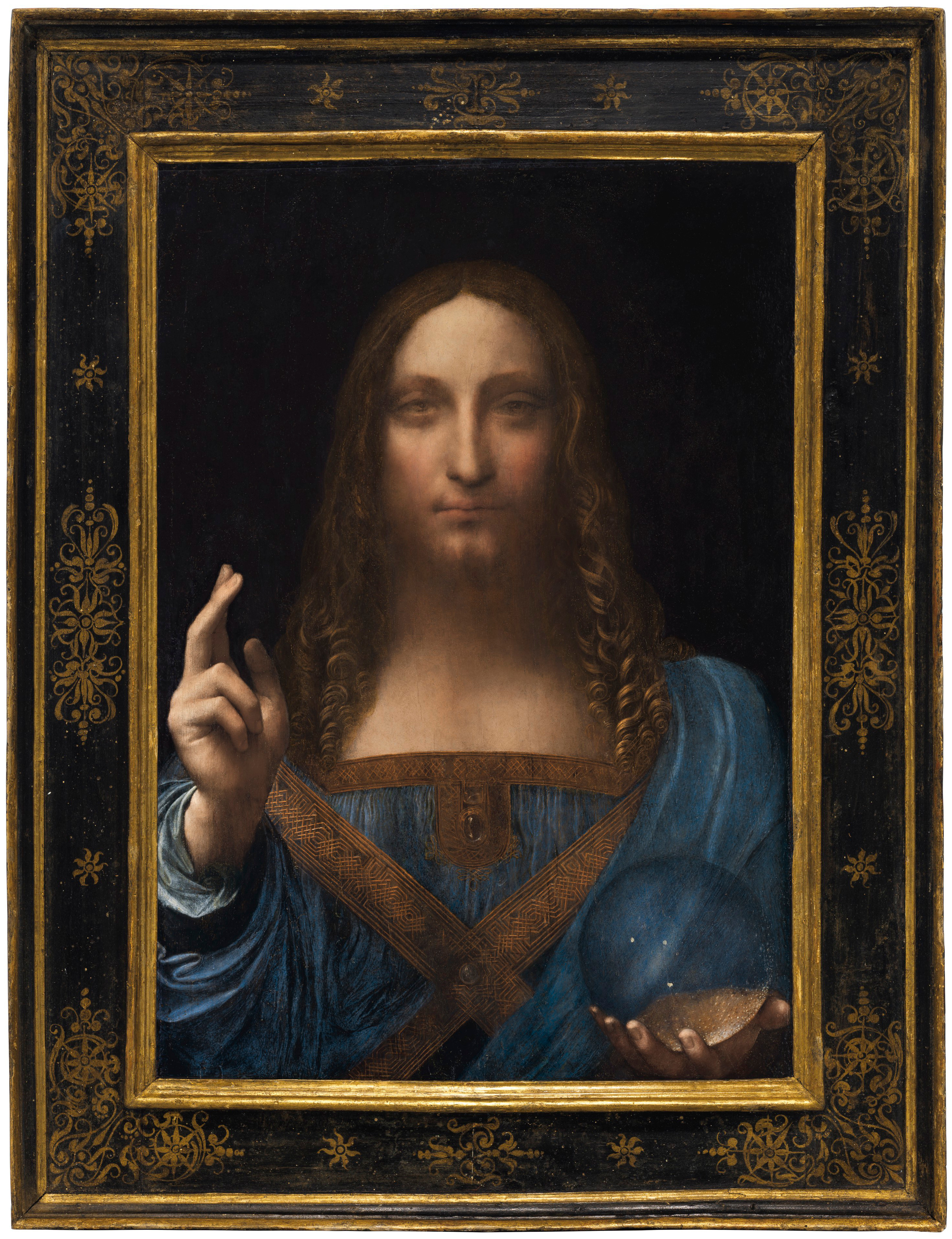
Leonardo da Vincis Salvator Mundi

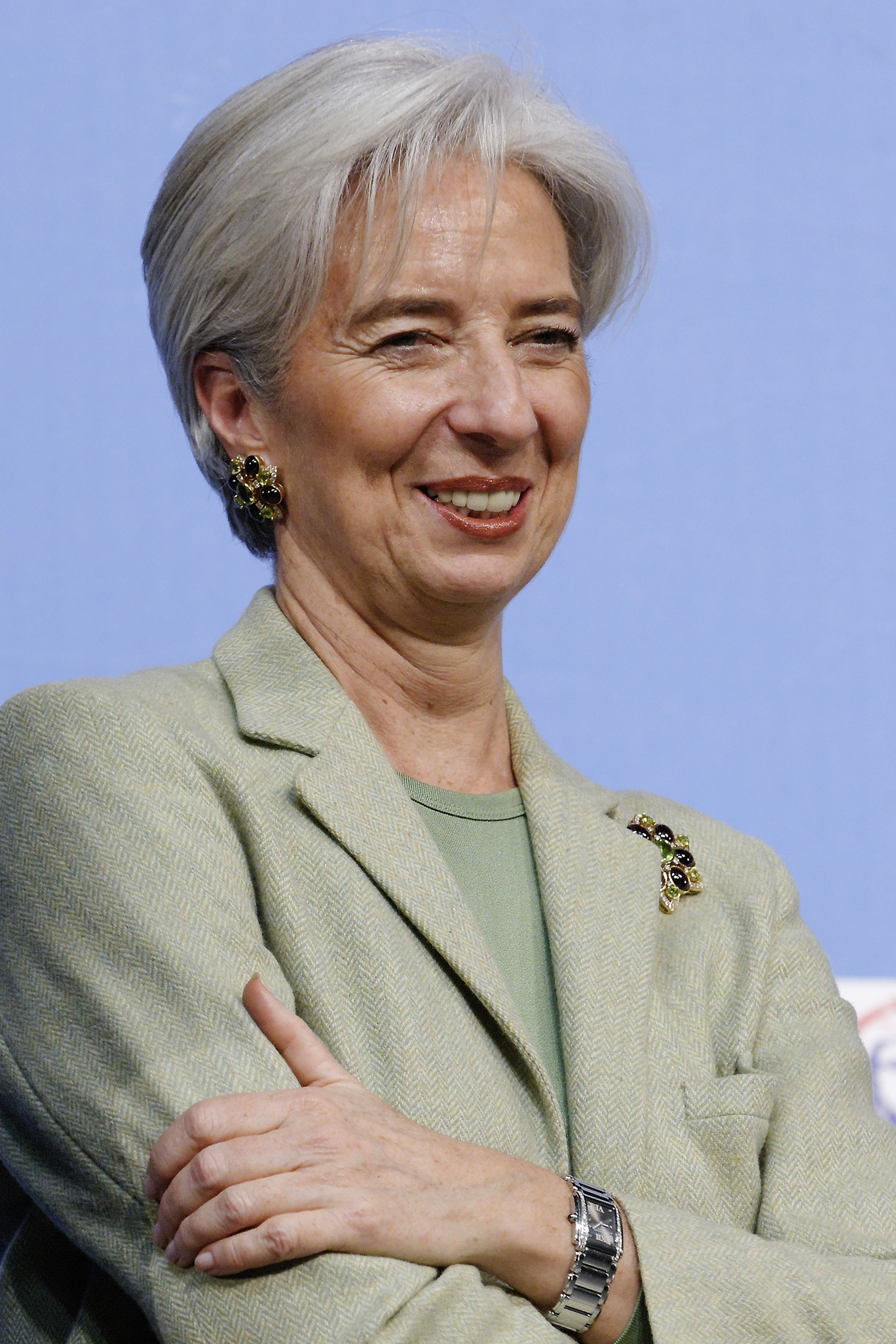
Christine Lagarde

- Bur Sudan/Sudan: Bei einem Brand auf einem Schiff mit Flüchtlingen auf dem Weg nach Saudi-Arabien kommen mindestens 197 Menschen ums Leben.[15]
- Den Haag/Niederlande: Ein Berufungsgericht macht die Niederlande für den Tod dreier Bosniaken während des Massakers von Srebrenica verantwortlich und ordnet Entschädigungszahlungen für die Hinterbliebenen an.[16]
- Karlsruhe/Deutschland: Vor dem Bundesverfassungsgericht beginnt die mündliche Verhandlung zu der Klage gegen das Währungsunion-Finanzstabilitätsgesetz, das die deutsche Beteiligung an den Notkrediten für Griechenland ermöglicht.[17]
- London / Vereinigtes Königreich: Eine Gruppe von Kunstexperten schreibt nach Abschluss ihrer Untersuchungen das Gemälde Salvator Mundi Leonardo da Vinci zu.[18]
- Wien/Österreich: Eröffnung der 13. Europäischen Makkabiade.[19]
- Washington, D.C. / Vereinigte Staaten: Die Französin Christine Lagarde wird geschäftsführende Direktorin des Internationalen Währungsfonds.[20]

### Mittwoch, 6. Juli 2011

Logo der Olympiabewerbung von Pyeongchang

- Durban/Südafrika: Das Internationale Olympische Komitee vergibt die Winterspiele 2018 an das südkoreanische Pyeongchang.[21]

### Donnerstag, 7. Juli 2011
- Berlin/Deutschland: Der Bundestag beschließt die Zulassung der Präimplantationsdiagnostik in engen Grenzen.[22]
- London / Vereinigtes Königreich: Infolge eines Abhörskandals gibt die News Corporation bekannt, dass die darin verwickelte Boulevardzeitung News of the World am 10. Juli letztmals erscheint und eingestellt wird.[23]
- Vereinte Nationen: Der Sicherheitsrat der Vereinten Nationen ruft mit der Resolution 1996 die United Nations Mission in the Republic of South Sudan (UNMISS) als Nachfolgemission der Mission der Vereinten Nationen im Sudan (UNMIS) ins Leben. Anlass ist die geplante Abspaltung des Südsudan vom Sudan zwei Tage später.

### Freitag, 8. Juli 2011
- Cape Canaveral / Vereinigte Staaten: Die Atlantis startet zur letzten Space-Shuttle-Mission STS-135 und befördert das Mehrzweck-Logistikmodul Raffaello sowie ein Lightweight Multi-Purpose Carrier (LMC) zur ISS.[24]
- Innsbruck/Österreich: Beginn der American-Football-Weltmeisterschaft 2011.
- Kisangani/DR Kongo: Beim Absturz einer Boeing 727 der Hewa Bora Airways kommen mindestens 127 Menschen ums Leben.[25]

### Samstag, 9. Juli 2011

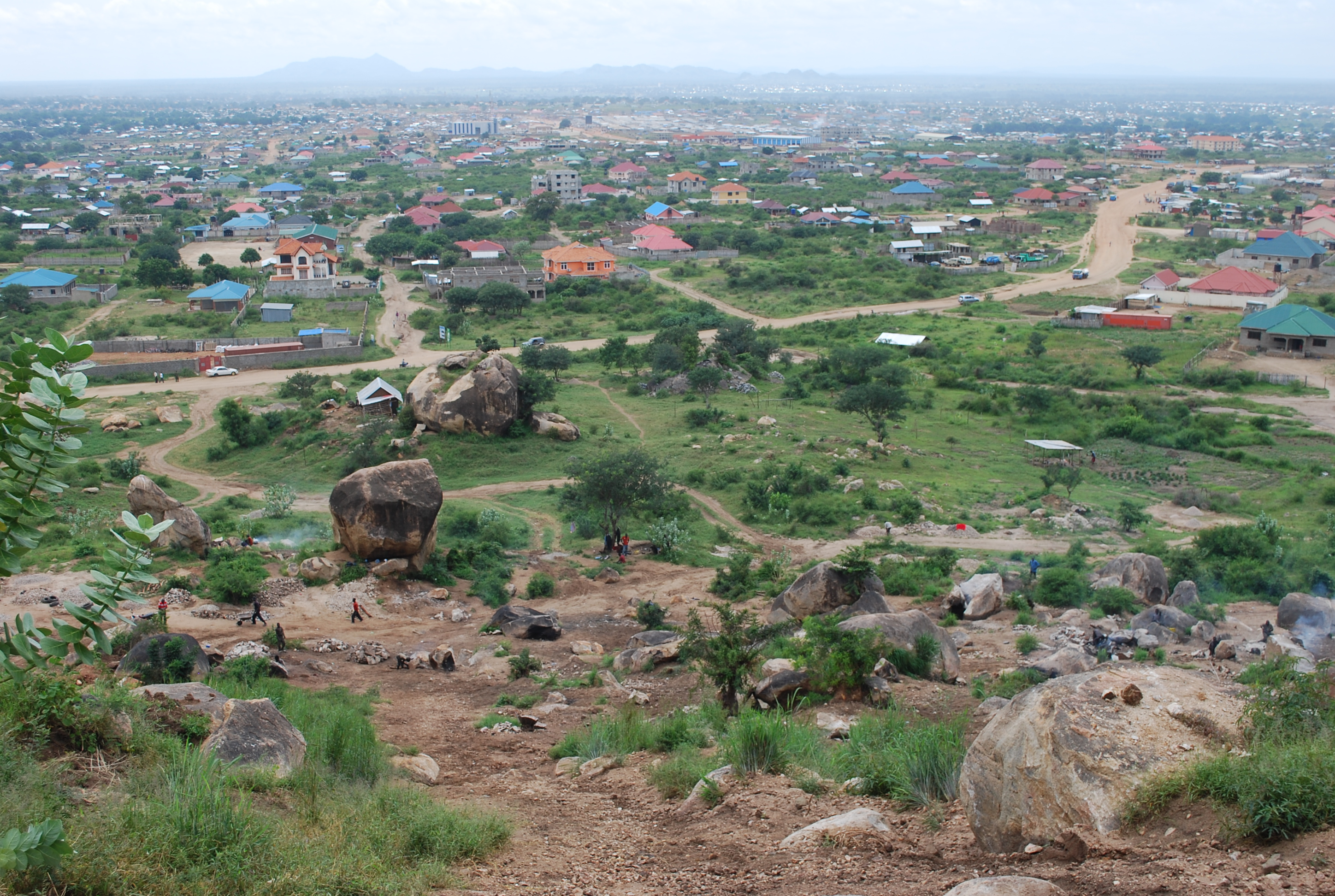
Juba, Südsudan

- Juba/Südsudan: Der Südsudan erklärt seine Unabhängigkeit vom Sudan.[26]

### Sonntag, 10. Juli 2011
- Bolgar/Russland: Bei einem Schiffsunglück auf der Wolga kommen mindestens 110 Menschen ums Leben.[27]
- Klagenfurt/Österreich: Die österreichische Schriftstellerin Maja Haderlap wird mit dem 25.000 Euro dotierten Ingeborg-Bachmann-Preis 2011 ausgezeichnet.[28]
- Lakhnau/Indien: Bei einem Zugunglück im Bundesstaat Uttar Pradesh kommen mindestens 69 Menschen ums Leben und mehr als 210 weitere werden verletzt.[29]
- Roth/Deutschland: Der deutsche Triathlet Andreas Raelert stellt bei der Challenge Roth eine neue Weltbestzeit über die Ironman-Distanz auf, bei den Damen siegt die Britin Chrissie Wellington ebenfalls in neuer Weltbestzeit.[30]

### Montag, 11. Juli 2011
- Limassol/Zypern: Bei der Explosion zweier Schießpulvercontainer auf der Marinebasis Evangelos Florakis kommen mindestens 15 Menschen ums Leben.[31]

### Dienstag, 12. Juli 2011
- Locri/Italien: Der Haupttäter der Mafiamorde von Duisburg wird zu lebenslanger Haft verurteilt.[32]

### Mittwoch, 13. Juli 2011
- Mumbai/Indien: Bei einer Serie von Bombenanschlägen kommen mindestens 18 Personen ums Leben und mehr als 130 weitere werden verletzt.[33]
- Wien/Österreich: Der Nationalrat beschließt eine Änderung der Bundeshymne zum 1. Jänner 2012, wonach deren Text um eine Zeile für die „Töchter des Landes“ ergänzt werden soll. Bis dahin wurden nur „Söhne“ erwähnt.[34]
- Wien/Österreich: Ende der 13. Europäischen Makkabiade.

### Donnerstag, 14. Juli 2011

Flagge der Vereinten Nationen

- Makassar/Indonesien: Der Vulkan Lokon auf der Insel Sulawesi bricht aus und 30.000 Menschen in seiner Umgebung werden evakuiert.[35]
- New York / Vereinigte Staaten: Die UN-Vollversammlung nimmt den Südsudan als 193. Mitglied in die Vereinten Nationen auf.[36]

### Freitag, 15. Juli 2011

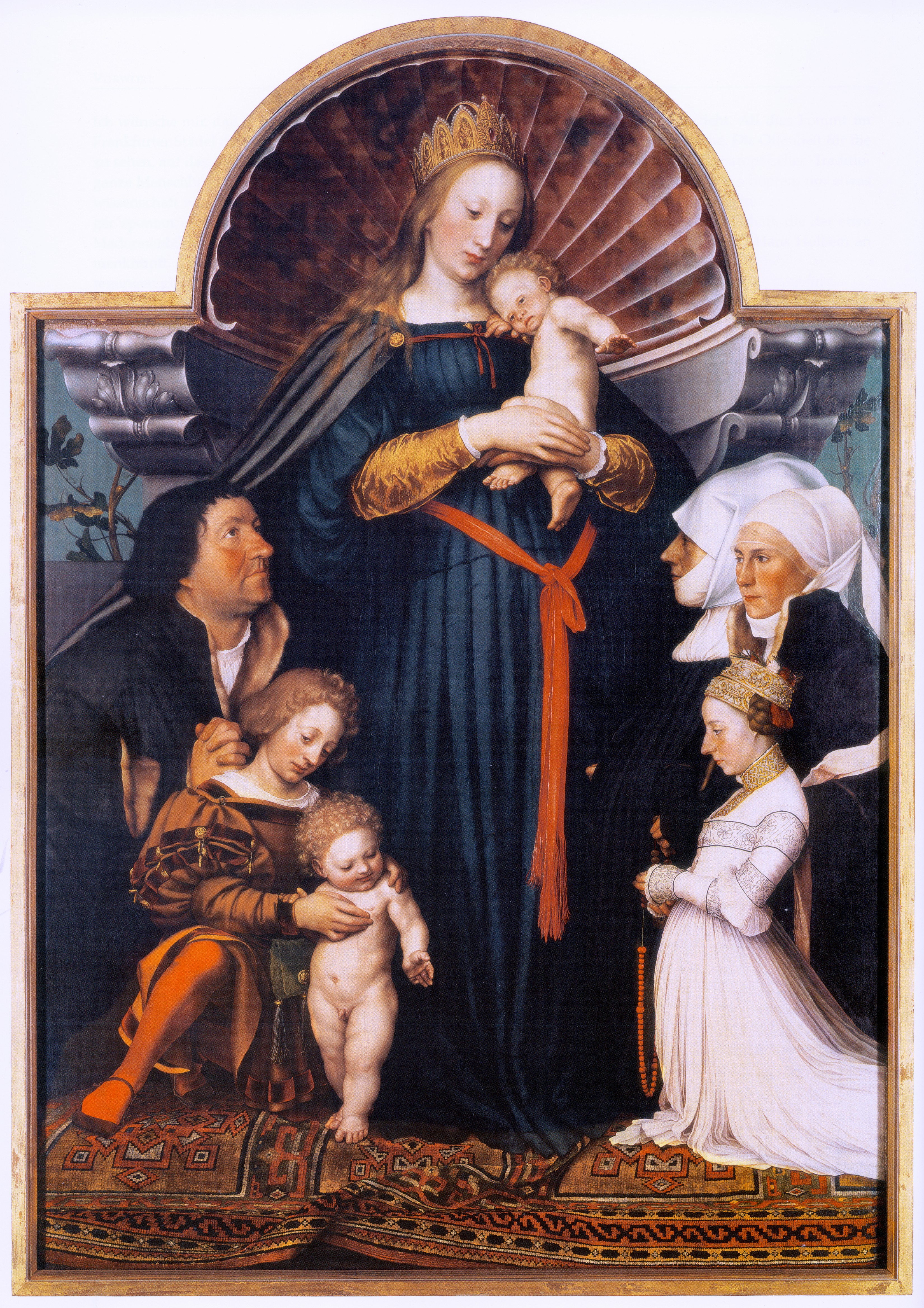
Hans Holbeins Darmstädter Madonna

- Wiesbaden/Deutschland: Die Hessische Hausstiftung verkauft das Gemälde Darmstädter Madonna von Hans Holbein dem Jüngeren für einen geschätzten Preis von 50 Millionen Euro an den Unternehmer Reinhold Würth.[37]

### Sonntag, 17. Juli 2011
- Frankfurt am Main/Deutschland: Im Finale der Fußball-Weltmeisterschaft der Frauen besiegt Japan die USA mit 5:3 nach Elfmeterschießen und ist damit zum ersten Mal Weltmeister.[38]
- São Tomé/São Tomé und Príncipe: In der ersten Runde der Präsidentschaftswahl erhält Manuel Pinto da Costa 36 %, Evaristo de Carvalho 22 %, während Delfim Neves und Maria das Neves jeweils 14 % der Wählerstimmen erlangen. Manuel Pinto da Costa und Evaristo de Carvalho werden sich am 7. August 2011 einer Stichwahl stellen.[39]

### Montag, 18. Juli 2011

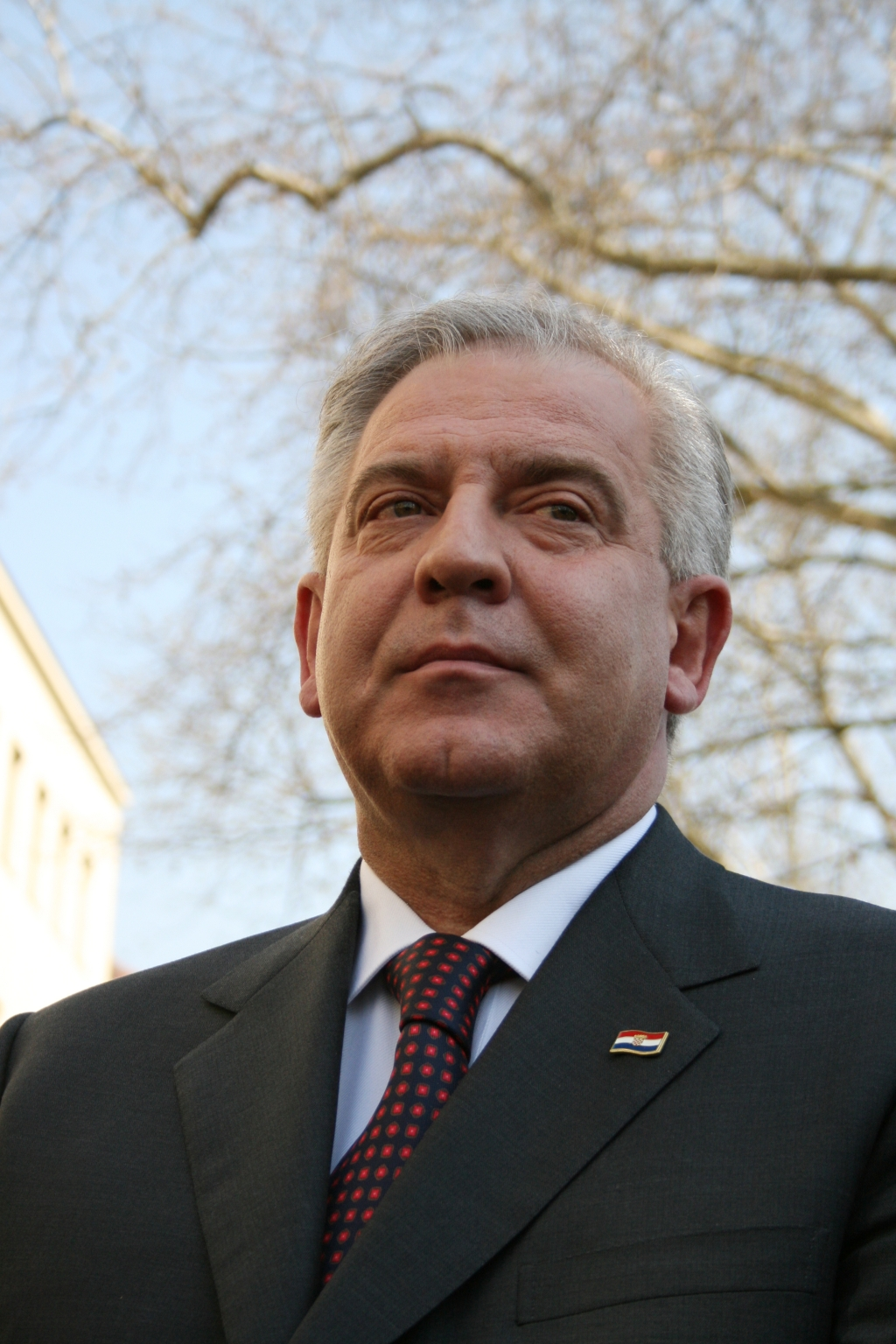
Ivo Sanader

- Ljubljana/Slowenien: Der unter Korruptionsverdacht stehende ehemalige kroatische Premierminister Ivo Sanader wird von Österreich an Kroatien ausgeliefert.[40]

### Dienstag, 19. Juli 2011
- London / Vereinigtes Königreich: Die Verleger Rupert und James Murdoch sowie die frühere Chefredakteurin Rebekah Brooks entschuldigen sich vor einem Parlamentsausschuss für die Abhör- und Korruptionsaffäre um die Zeitung News of the World, lehnen eine Übernahme der Verantwortung jedoch ab.[41]

### Mittwoch, 20. Juli 2011
- Lilongwe/Malawi: Bei Demonstrationen gegen die Regierung und die Benzinknappheit im Land kommen mindestens 18 Menschen ums Leben.[42]
- Krušedol/Serbien: Die Polizei nimmt Goran Hadžić fest; der frühere Präsident der Republik Serbische Krajina war der letzte vom Internationalen Strafgerichtshof für das ehemalige Jugoslawien gesuchte mutmaßliche Kriegsverbrecher aus den Jugoslawienkriegen.[43]
- Washington, D.C. / Vereinigte Staaten: Die NASA gibt die Entdeckung des vierten Pluto-Mondes S/2011 (134340) 1 bekannt.[44]

### Donnerstag, 21. Juli 2011
- Brüssel/Belgien: Vor dem Hintergrund der griechischen Finanzkrise einigen sich die Euro-Staaten auf ein zweites Hilfspaket für Griechenland. Dabei beteiligen sich auch private Gläubiger, deren Anteil am Gesamtpaket 37 von 109 Milliarden Euro betragen soll.[45]

### Freitag, 22. Juli 2011

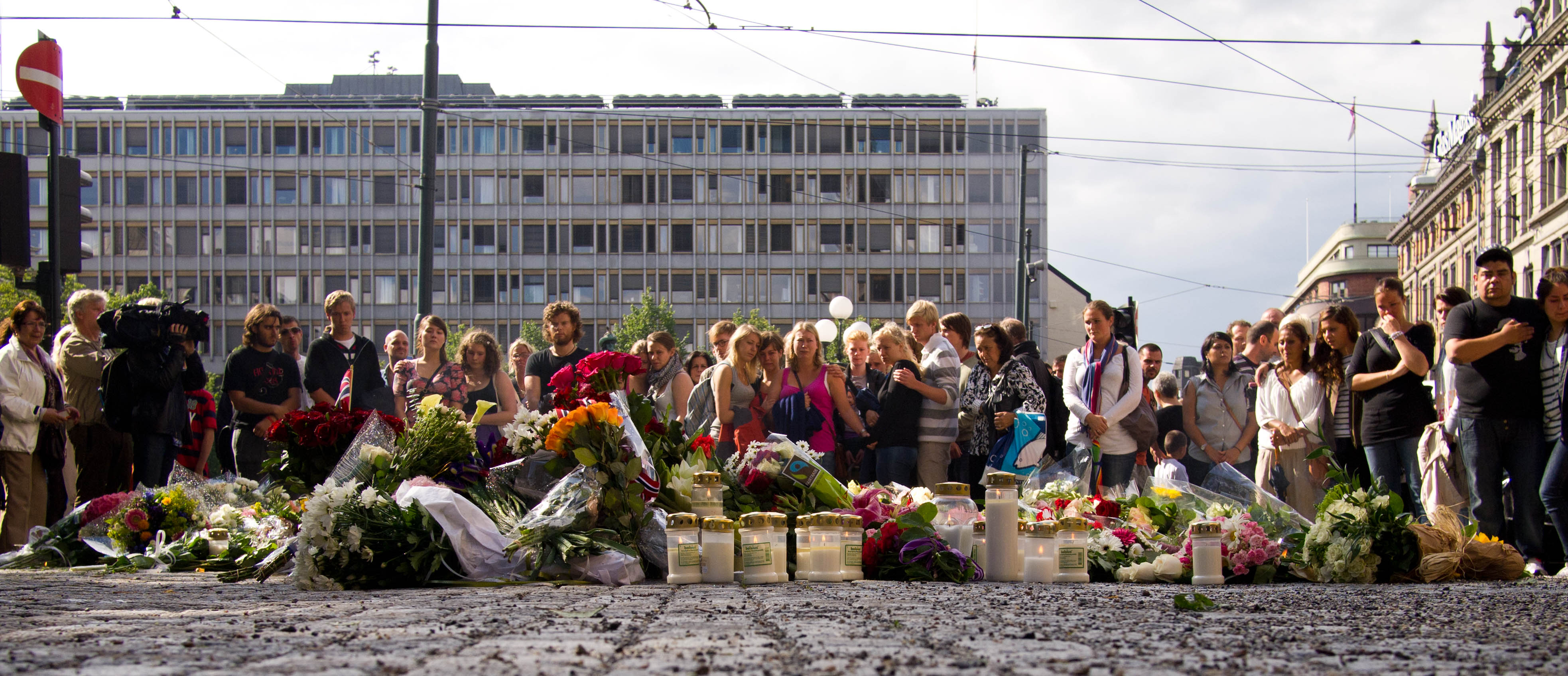
Ort der Anschläge in Oslo

- Oslo/Norwegen: Bei zwei Anschlägen in Norwegen kommen mindestens 77 Menschen ums Leben und Dutzende weitere werden verletzt oder vermisst. Im Regierungsviertel ereignete sich ein Bombenanschlag, auf der Insel Utøya ein Attentat in einem Feriencamp der norwegischen Jungsozialisten.[46]
- Shanghai/China: Die Freiwasserschwimmerin Swann Oberson siegt bei der Schwimm-WM im Langdistanz-Wettbewerb über 5 km der Frauen und gewinnt damit als erste Schweizer Schwimmerin in der Geschichte einen WM-Titel.[47]

### Samstag, 23. Juli 2011
- Shangyu/China: Beim Zusammenstoß zweier Hochgeschwindigkeitszüge kommen mindestens 16 Menschen ums Leben.[48]
- Teheran/Iran: Der 35-jährige Wissenschaftler und Universitätsdozent Dariusch Rezaie wird auf offener Straße durch zwei Schüsse getötet. Der Iran beschuldigt Israel und die USA den Anschlag geplant zu haben, um das iranische Atomprogramm zu sabotieren.[49]

### Sonntag, 24. Juli 2011

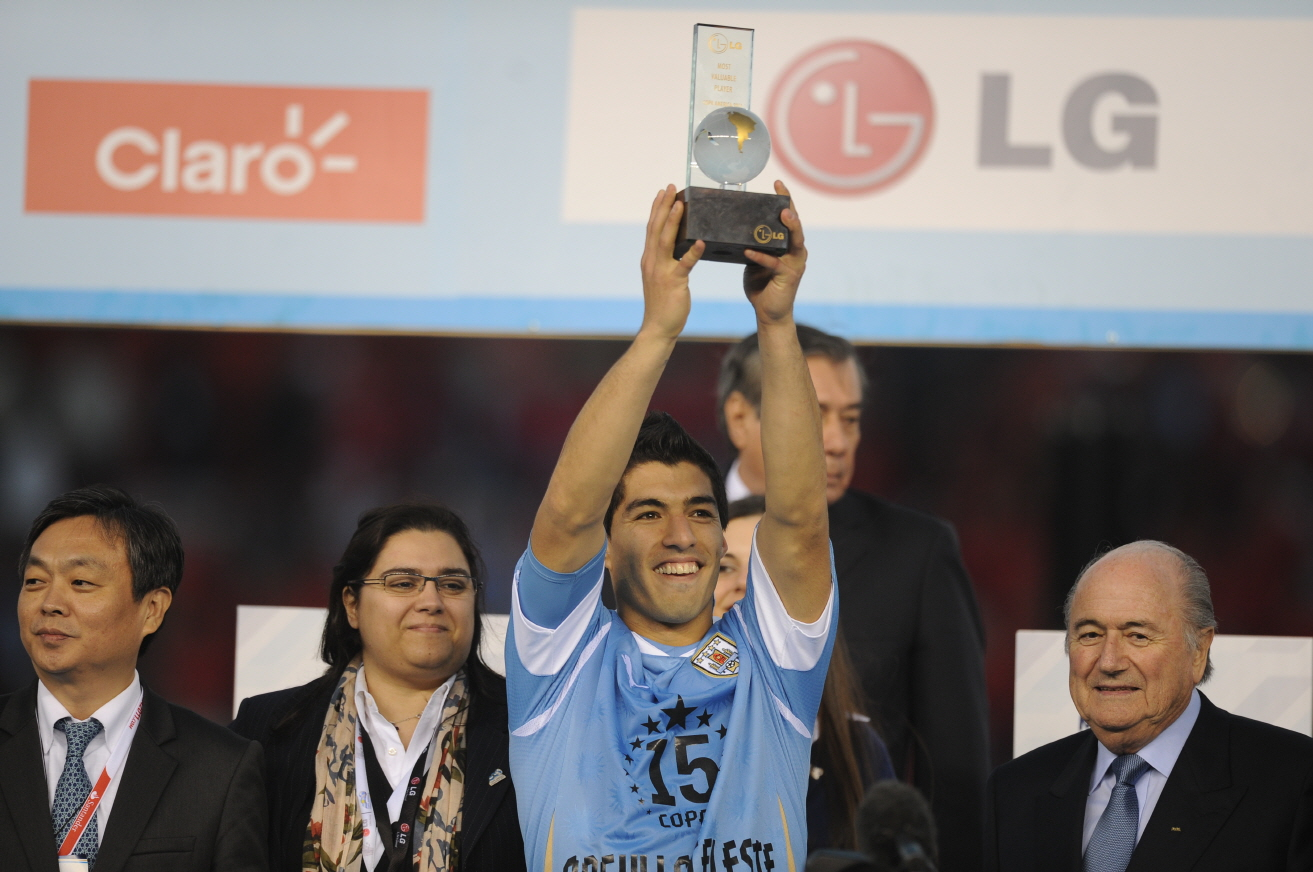
Luis Suárez, Torschütze im Finale für Uruguay

- Buenos Aires/Argentinien: Im Finale der 43. Fußball-Südamerikameisterschaft siegt Uruguay 3:0 gegen Paraguay und ist nun mit 15 Erfolgen alleiniger Rekord-Titelträger des Turniers.[50]
- Paris/Frankreich: Der australische Rennfahrer Cadel Evans ist Gesamtsieger der 98. Tour de France.[51]

### Montag, 25. Juli 2011
- Frankfurt am Main/Deutschland: Die Deutsche Bank gibt bekannt, dass der bisherige Leiter des Investmentbankings Anshu Jain und der Leiter der Deutschen Bank Deutschland Jürgen Fitschen ab Mai 2012 gemeinsam den Vorsitz des Vorstands übernehmen und somit die Nachfolge von Josef Ackermann antreten werden.[52]
- Hanoi/Vietnam: Der auf dem elften Parteitag der Kommunistischen Partei Vietnams vorgeschlagene Präsidentschaftskandidat Trương Tấn Sang wird von der Nationalversammlung vereidigt und bestätigt den bisherigen Premierminister Nguyễn Tấn Dũng in seinem Amt.[53]
- Istanbul/Türkei: Mehr als vier Jahre nach dem Mord an dem türkisch-armenischen Journalisten Hrant Dink verurteilt ein Gericht den Täter zu fast 23 Jahren Gefängnis.[54]

### Dienstag, 26. Juli 2011
- Berlin/Deutschland: Fast drei Monate nach Beginn der EHEC-Epidemie erklärt das Robert Koch-Institut diese für beendet.[55]

### Mittwoch, 27. Juli 2011

Flagge des Südsudan

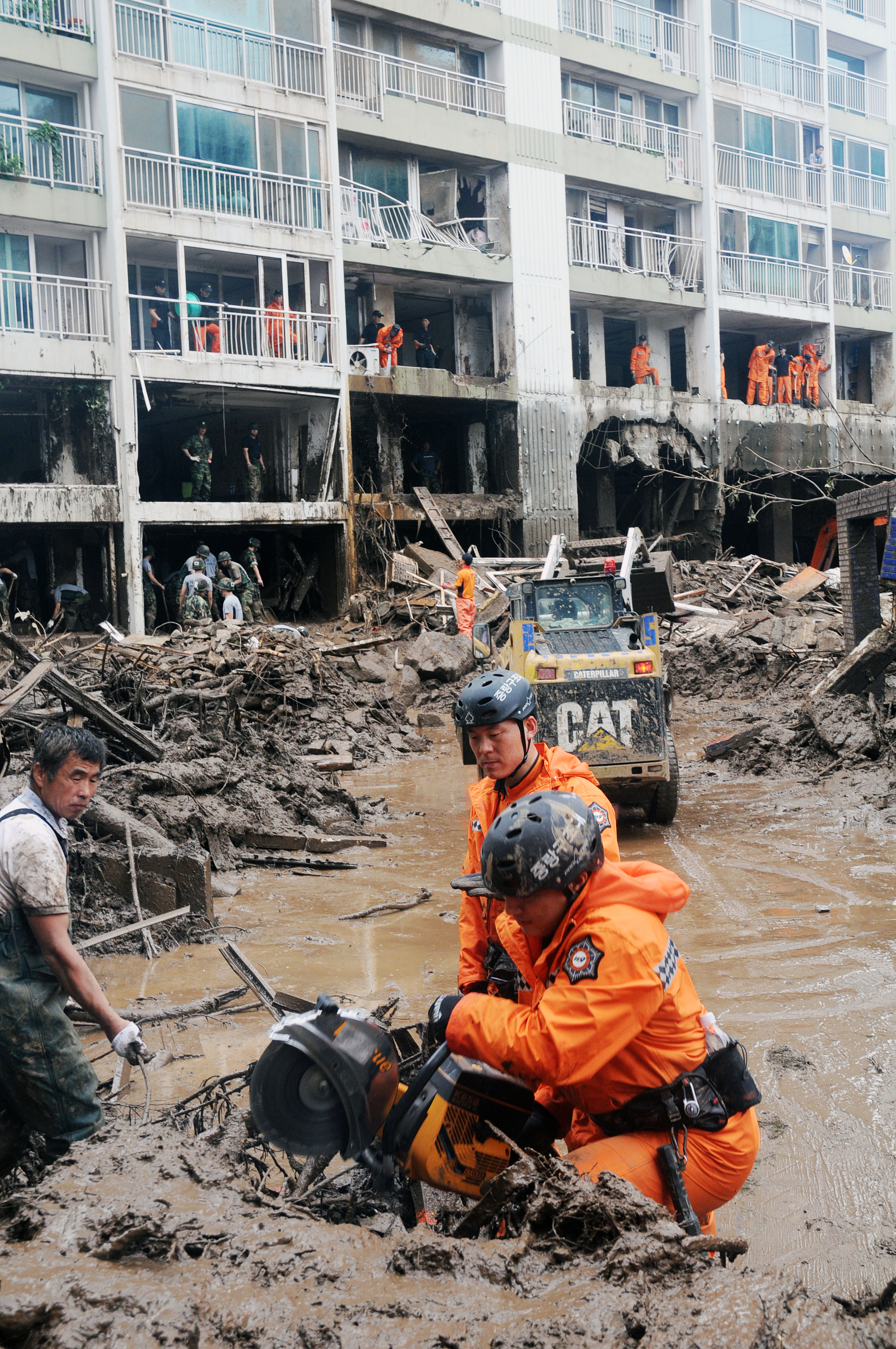
Seoul, Südkorea

- Addis Abeba/Äthiopien: Der Südsudan tritt als 54. Staat der Afrikanischen Union bei.[56]
- Jarinje/Kosovo: An einem Grenzübergang zu Serbien kommt zu gewaltsamen Auseinandersetzungen, an denen auch KFOR-Soldaten beteiligt sind.[57]
- Nairobi/Kenia: Aufgrund der Hungersnot am Horn von Afrika beginnt das UN-Welternährungsprogramm eine Luftbrücke nach Somalia einzurichten.[58]
- Pamukkale/Türkei: Archäologen lokalisieren bei Grabungsarbeiten das mutmaßliche Grab des Apostels Philippus.[59]
- Seoul/Südkorea: Durch Erdrutsche und Überschwemmungen nach heftigen Regenfällen kommen landesweit nach Angaben der Polizei 39 Menschen ums Leben.[60]

### Donnerstag, 28. Juli 2011
- Lima/Peru: Ollanta Humala wird vom Kongress als Staatspräsident vereidigt.[61]
- Santa Cruz / Vereinigte Staaten: Im Fachmagazin Nature geben Astronomen der University of Western Ontario die Entdeckung von (706765) 2010 TK7, dem bislang einzigen bekannten Trojaner der Erde, bekannt.[62]

### Freitag, 29. Juli 2011
- Kiew/Ukraine: Bei zwei Grubenunglücken im Osten des Landes kommen mindestens 32 Menschen ums Leben.[63]
- Warschau/Polen: Verteidigungsminister Bogdan Klich zieht aus dem Untersuchungsbericht zum Flugunfall von Smolensk 2010, der schwere Versäumnisse seitens des Militärs aufzeigte, Konsequenzen und tritt von seinem Amt zurück. Zu seinem Nachfolger ernannte der Ministerpräsident Donald Tusk den bisherigen Vize-Innenminister Tomasz Siemoniak.[64]

### Samstag, 30. Juli 2011
- Rio de Janeiro/Brasilien: Auslosung der Qualifikationsgruppen zur Fußball-Weltmeisterschaft 2014 für Afrika, Europa, Nord- und Mittelamerika sowie die Karibik, Südamerika und Ozeanien.[65]

### Sonntag, 31. Juli 2011
- Hama/Syrien: Bei einer Militäroffensive der Armee gegen Aufständische kommen mindestens 80 Menschen ums Leben.[66]
- Manila/Philippinen: Durch den Tropensturm Nock-ten kommen seit dem 24. Juli im Inselstaat, der Volksrepublik China und Vietnam mindestens 52 Menschen ums Leben und 27 weitere werden verletzt.[67]
- Shanghai/China: Die 14. Schwimmweltmeisterschaften der FINA gehen zu Ende. Die erfolgreichste Nation ist China mit 36 Medaillen. Die Schwimmer aus Deutschland gewinnen 13 Medaillen und die Schweiz hat in Swann Oberson erstmals eine Schwimmweltmeisterin.[68]

## Weblinks

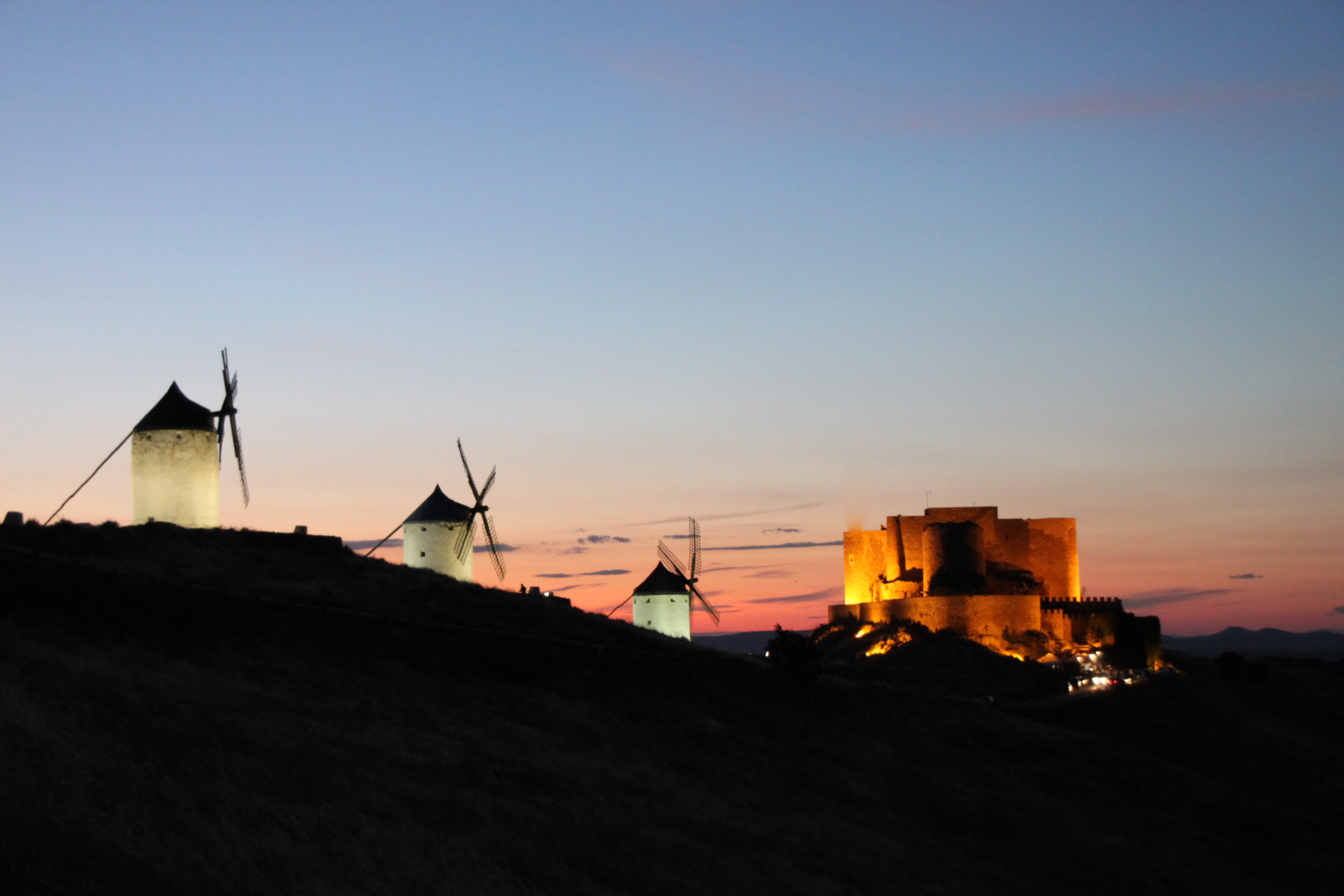
Spanien im Juli 2011